# Balto 3. – A változás szárnyai
A Balto 3. – A változás szárnyai (eredeti cím: Balto III: Wings of Change) 2004-ben megjelent amerikai 2D-s számítógépes animációs film, amely a Balto-filmek harmadik és egyben utolsó része. Az animációs játékfilm rendezője és producere Phil Weinstein. A forgatókönyvet Cliff Ruby és Elana Lesser írta, a zenéjét Adam Berry szerezte. A videofilm a Universal Animation Studios gyártásában készült, a Universal Studios Home Entertainment forgalmazásában jelent meg. Műfaja zenés kalandfilm.
Amerikában 2004. szeptember 30-án, Magyarországon december 15-én adták ki VHS-en és DVD-n.

## Szereplők
| Szereplő       | Eredeti hang      | Magyar hang               |
| -------------- | ----------------- | ------------------------- |
| Balto          | Maurice LaMarche  | Megyeri János             |
| Kodi           | Sean Astin        | Seder Gábor               |
| Jenna          | Jodi Benson       | Mahó Andrea               |
| Boris          | Charles Fleischer | Maros Gábor               |
| Stella         | Jean Smart        | Makay Andrea              |
| Duk            | Keith Carradine   | Viczián Ottó              |
| Muc és Luc     | Kevin Schon       | Seszták Szabolcs          |
| Dusty          | Charity James     | Juhász Judit              |
| Kirby          | Carl Weathers     | Kránitz Lajos             |
| Ralph          | Bill Fagerbakke   | Gruber Hugó               |
| Mel            | David Paymer      | Bácskai János             |
| Dipsy          | Kathy Najimy      | Menszátor Magdolna        |
| Mr. Conner     | Bill Fagerbakke   | Rosta Sándor              |
| Simpson        | Kevin Schon       | Welker Gábor              |
| Postamester    | Charles Fleischer | Vizy György               |
| Jávorszarvasok | Maurice LaMarche  | Sárközi József Szabó Máté |

További magyar hangok: F. Nagy Erika, Kajtár Róbert, Kisfalusi Lehel, Maday Gábor

## Betétdalok
| Dal                         | Előadó                  |
| --------------------------- | ----------------------- |
| Everything Flies            | Kimaya Seward Ken Stacy |
| Come On Up and Fly          | Jean Smart              |
| You Don't Have to Be a Hero | Jodi Benson             |

## Televíziós megjelenések
- TV2, Minimax (korábban)
- Minimax (később)
- Viasat 3